# Miss Liban
 (janvier 2018).
Miss Liban (arabe : ملكة جمال لبنان (ar), romanisé :  Malikat Jamāl Lubnān, lit. « Reine de beauté du Liban ») est le concours de beauté national au Liban créé en 1930.

## Histoire
Le Comité de Miss Liban a été fondé en 1930.

## Lauréates
| 1930      | | Leila Al-Zoghbi | NC | NC | | | | |
| 1935      | | Samia Baroody (°1913-) | 19 ans | NC | Elle a représenté la Syrie au concours The International Pageant of Pulchritude en 1935 à Bruxelles, en Belgique où elle s'est classée dans le top 5. | | | |
| 1952      | | Leila Saroufim (ليلى صاروفيم) | 18 ans | NC | Leila Saroufim est la première Miss Liban élue officiellement. | | | |
| 1953      | | Hania Beydun (هانية بيضون) | NC | NC | Hania Beydun est la première libanaise à participer au concours Miss Univers. | | | |
| 1959      | | Gladys Tabet (غلاديس تابت) (°?-†2014) | NC | NC | Gladys Tabet est la première libanaise à participer au concours Miss Monde. | | | |
| 1960      | | Leila Antaki (ليلى انتاكي) (°1965-†1939) | 22 ans | NC | Leila Antaki est originaire de Syrie. Elle est la tante du photographe libanais, Vladimir Antaki. | | | |
| 1961      | | Nouhad El Cabbabe (نهاد كباب) | NC | NC | Nouhad El Cabbabe s'est classée dans le top 15 à l'élection de Miss Univers 1962 à Long Beach, aux États-Unis. | | | |
| 1962      | | Éléonore Abi Karam (إلينور أبي كرم) | NC | NC | | | | |
| 1963      | | Mona Slim (منى سليم) | NC | NC | | | | |
| 1964      | | Nana Barakat (نانا بركات) | NC | NC | | | | |
| 1965      | | Yolla Georges Harb (يولا جورج حرب) | NC | NC | | | | |
| 1966      | | Marlène Talih (مارلين طاليع) | NC | NC | | | | |
| 1967      | | Sonia Fares (صونيا فارس) | NC | NC | | | | |
| 1968      | | Lilly Bissar | NC | NC | | | | |
| 1969      | | Georgette Gerro | NC | NC | | | | |
| 1970      | | Georgina Rizk (جورجينا رزق) | 18 ans | 1,70 m | Georgina Rizk a été élue Miss Univers 1971, devenant ainsi la première Miss Liban et la première libanaise de l'histoire à remporter le titre de Miss Univers. | | | |
| 1971      | | Odette Naim (اوديت نعيم) | NC | NC | | | | |
| 1972      | | Marcelle Herro (مارسيل حرو) (1979-1952) | 20 ans | NC | Marcelle Herro s'est classée dans le top 10 à l'élection de Miss Univers 1973 à Athènes, en Grèce. Elle est décédée d'un cancer en 1979 durant la guerre civile libanaise. | | | |
| 1973      | | Sylvia Ohannessian (سيلفيا أوهانيسيان) | NC | NC | | | | |
| 1974      | | Gisèle Hachem (جيزيل هاشم) | NC | NC | | | | |
| 1975      | | Ramona Karam (رامونا كرم) | NC | NC | | | | |
| 1977      | | Vera Alouane (فيرا علوان) | NC | NC | | | | |
| 1978      | | Katia Fakhry (كاتيا فخري) | NC | NC | | | | |
| 1979      | | Jocelyne Daou (جوسلين ضو) | 18 ans | NC | | | | |
| 1980      | | Denise Sfeir | 20 ans | NC | | | | |
| 1981      | | Suzanne Bou Nader (سوزان بو نادر) | NC | NC | Suzanne Bou Nader a été élue Miss Méditerranée 1981. | | | |
| 1982      | | Dolly Michel El Khoury (دولي ميشال الخوري) | NC | NC | Dolly Michel Khoury refuse de participer à l'élection de Miss Univers 1982, un jour après l'arrivée de Deborah Noami Hess, Miss Israël au Pérou, pays hôte du concours. | | | |
| 1983      | | Sylvia Hobeika | NC | NC | | | | |
| 1984      | | Reine Philip Barakat (رين فيليب بركات) | NC | NC | | | | |
| 1985      | | Mary Khoury (ماري الخوري) | NC | NC | | | | |
| 1986      | | Gina Issa (جينا عيسى) | NC | NC | | | | |
| 1987      | | Sahar Haidar (سحر حيدر) | NC | NC | | | | |
| 1988      | | Colette Boulos (كوليت بولوص) | 18 ans | NC | | | | |
| 1989-90   | Annulation du concours à cause de la Guerre du Liban | Annulation du concours à cause de la Guerre du Liban | Annulation du concours à cause de la Guerre du Liban | Annulation du concours à cause de la Guerre du Liban | Annulation du concours à cause de la Guerre du Liban | | | |
| 1991      | | Diana Begdache (ديانا بكداش) | NC | NC | | | | |
| 1992      | | Nicole Bardawil (نيكول بردويل) | 19 ans | 1,70 m | | | | |
| 1993      | | Ghada El Turk (غادة الترك) | 20 ans | NC | | | | |
| 1994      | | Lara Badawi (لارا بداوي) | NC | NC | | | | |
| 1995      | | Dina Azar (دينا عازار) | 22 ans | NC | Première Miss Liban élue par la chaine LBC. Une nouvelle ère commence pour le concours. En effet, ce n'est pas Miss Liban 1994 qui remet la couronne à la nouvelle gagnante, mais Georgina Rizk, Miss Univers 1971, qui est chargée de couronner la lauréate de cette année. | | | |
| 1996      | | Nisrine Sami Naser (نسرين نصر) | NC | NC | | | | |
| 1997      | Joelle Behlok | Joelle Behlok (جويل بحلق) | 18 ans | 1,75 m | Joelle Behlok s'est classée dans le top 10 à l'élection de Miss Monde 1997 à la Baie Lazare, aux Seychelles. | | | |
| 1998      | | Clémence Achkar (كليمانس أشقر) | 18 ans | NC | | | | |
| 1999      | | Norma Elias Naoum (نورما إلياس نعوم) | 22 ans | 1,73 m | | | | |
| 2000      | | Sandra Rizk (ساندرا كارلوس رزق) | 18 ans | 1,80 m | | | | |
| 2001      | | Christina Sawaya (كريستينا صوايا) | 22 ans | 1,75 m | Christina Sawaya a été élue Miss University Liban 1998 et Top Lebanon Modeling 1999. Elle a participé à l'élection de Miss Monde 2001 mais elle ne se classe pas. Elle boycotte l'élection de Miss Univers 2002, refusant de participer dans le concours avec Miss Israël, Yamit Har-Noy. Elle a été élue Miss International 2002, devenant ainsi la première Miss Liban et la première libanaise de l'histoire à remporter le titre de Miss International. | | | |
| 2002      | Annulation du concours. Bethany Kehdy, première dauphine de Miss Liban 2001, représente le Liban à Miss Monde, et Christina Sawaya, Miss Liban 2001, représente le pays à Miss International 2002 et remporte la couronne. Les producteurs de l'émission optent pour le format télé-réalité pour cette édition. N'ayant pas beaucoup d'expérience et souhaitant se familiariser avec ce genre de format, le concours est repoussé de septembre 2002 à février 2003. Les candidates ayant été sélectionnées pour l'élection de 2002 participent finalement à l'élection de 2003. | Annulation du concours. Bethany Kehdy, première dauphine de Miss Liban 2001, représente le Liban à Miss Monde, et Christina Sawaya, Miss Liban 2001, représente le pays à Miss International 2002 et remporte la couronne. Les producteurs de l'émission optent pour le format télé-réalité pour cette édition. N'ayant pas beaucoup d'expérience et souhaitant se familiariser avec ce genre de format, le concours est repoussé de septembre 2002 à février 2003. Les candidates ayant été sélectionnées pour l'élection de 2002 participent finalement à l'élection de 2003. | Annulation du concours. Bethany Kehdy, première dauphine de Miss Liban 2001, représente le Liban à Miss Monde, et Christina Sawaya, Miss Liban 2001, représente le pays à Miss International 2002 et remporte la couronne. Les producteurs de l'émission optent pour le format télé-réalité pour cette édition. N'ayant pas beaucoup d'expérience et souhaitant se familiariser avec ce genre de format, le concours est repoussé de septembre 2002 à février 2003. Les candidates ayant été sélectionnées pour l'élection de 2002 participent finalement à l'élection de 2003. | Annulation du concours. Bethany Kehdy, première dauphine de Miss Liban 2001, représente le Liban à Miss Monde, et Christina Sawaya, Miss Liban 2001, représente le pays à Miss International 2002 et remporte la couronne. Les producteurs de l'émission optent pour le format télé-réalité pour cette édition. N'ayant pas beaucoup d'expérience et souhaitant se familiariser avec ce genre de format, le concours est repoussé de septembre 2002 à février 2003. Les candidates ayant été sélectionnées pour l'élection de 2002 participent finalement à l'élection de 2003. | Annulation du concours. Bethany Kehdy, première dauphine de Miss Liban 2001, représente le Liban à Miss Monde, et Christina Sawaya, Miss Liban 2001, représente le pays à Miss International 2002 et remporte la couronne. Les producteurs de l'émission optent pour le format télé-réalité pour cette édition. N'ayant pas beaucoup d'expérience et souhaitant se familiariser avec ce genre de format, le concours est repoussé de septembre 2002 à février 2003. Les candidates ayant été sélectionnées pour l'élection de 2002 participent finalement à l'élection de 2003. | Annulation du concours. Bethany Kehdy, première dauphine de Miss Liban 2001, représente le Liban à Miss Monde, et Christina Sawaya, Miss Liban 2001, représente le pays à Miss International 2002 et remporte la couronne. Les producteurs de l'émission optent pour le format télé-réalité pour cette édition. N'ayant pas beaucoup d'expérience et souhaitant se familiariser avec ce genre de format, le concours est repoussé de septembre 2002 à février 2003. Les candidates ayant été sélectionnées pour l'élection de 2002 participent finalement à l'élection de 2003. | | |
| 2003      | | Marie-José Hnein (ماري جوزيه حنين) | 18 ans | 1,78 m | Le concours prend la forme d'une télé-réalité et s'étend sur huit semaines où les candidates sont filmées 24/7, jusqu'au soir de l'élection pour que les téléspectateurs apprennent à mieux les connaître. Première édition où les votes des spectateurs sont pris en compte à 25 % aux côtés de ceux du jury à 75 %. | | | |
| 2004      | Nadine Nassib Njeiml | Nadine Nassib Njeim (نادين نسيب نجيم) | 20 ans | 1,75 m | Deuxième et dernière édition qui prend le format d'une télé-réalité et où le vote du public est comptabilisé. | | | |
| 2005      | | Gabrielle Bou Rached (غابرييل بو راشد) | 19 ans | 1,76 m | | | | |
| 2006      | Annulation du concours à cause du Conflit israélo-libanais de 2006. | Annulation du concours à cause du Conflit israélo-libanais de 2006. | Annulation du concours à cause du Conflit israélo-libanais de 2006. | Annulation du concours à cause du Conflit israélo-libanais de 2006. | Annulation du concours à cause du Conflit israélo-libanais de 2006. | Annulation du concours à cause du Conflit israélo-libanais de 2006. | Annulation du concours à cause du Conflit israélo-libanais de 2006.                                                                             | |
| 2007      | Nadine Njeim | Nadine Wilson Njeim (نادين ويلسون نجيم) | 19 ans | 1,81 m | | | | |
| 2008      | Rosarita Tawil | Rosarita Tawil (روزاريتا طويل) | 20 ans | 1,77 m | | | | |
| 2009      | | Martine Andraos (مارتين أندراوس) | 18 ans | 1,70 m | | | | |
| 2010      | | Rahaf Abdallah (رهف عبد الله) | 22 ans | 1,74 m | | | | |
| 2011      | | Yara Khoury-Mikhael (يارا خوري مخايل) | 19 ans | 1,76 m | | | | |
| 2012      | | Rina Chibany (رينا شيباني) | 21 ans | 1,78 m | Rina Chibany a concouru contre sa sœur jumelle, Romy Chibany qui devint sa première dauphine. | | | |
| 2013      | | Karen Ghrawi (كارين غراوي) | 22 ans | 1,75 m | | | | |
| 2014      | | Saly Greige (سالي جريج) | 24 ans | 1,71 m | | | | |
| 2015      | Valerie Abou Chacra | Valérie Abou Chacra (فاليري أبو شقرا) | 23 ans | 1,73 m | Valérie Abou Chacra a terminé dans le top 5 à l'élection de Miss Monde 2015 à Sanya, en Chine. | | | |
| 2016      | | Sandy Tabet (ساندي تابت) | 21 ans | 1,74 m | | | | |
| 2017      | | Perla Helou (بيرلا حلو) | 22 ans | 1,75 m | | | | |
| 2018      | Maya Reaidy | Maya Reaidy (مايا رعيدي) | 22 ans | 1,73 m | Les droits de diffusion du concours furent octroyer à la chaine MTV Liban par le ministère du tourisme cette année là. Rima Fakih, Miss USA 2010 est nommée nouvelle directrice générale du concours par la chaine et l'est toujours aujourd'hui. | | | |
| 2019-2021 | Annulation du concours à cause des Manifestations de 2019-2021 au Liban, des Explosions au port de Beyrouth de 2020 et, de la crise économique. | Annulation du concours à cause des Manifestations de 2019-2021 au Liban, des Explosions au port de Beyrouth de 2020 et, de la crise économique. | Annulation du concours à cause des Manifestations de 2019-2021 au Liban, des Explosions au port de Beyrouth de 2020 et, de la crise économique. | Annulation du concours à cause des Manifestations de 2019-2021 au Liban, des Explosions au port de Beyrouth de 2020 et, de la crise économique. | Annulation du concours à cause des Manifestations de 2019-2021 au Liban, des Explosions au port de Beyrouth de 2020 et, de la crise économique. | Annulation du concours à cause des Manifestations de 2019-2021 au Liban, des Explosions au port de Beyrouth de 2020 et, de la crise économique. | Annulation du concours à cause des Manifestations de 2019-2021 au Liban, des Explosions au port de Beyrouth de 2020 et, de la crise économique. | Annulation du concours à cause des Manifestations de 2019-2021 au Liban, des Explosions au port de Beyrouth de 2020 et, de la crise économique. |
| 2022      | | Yasmina Zaytoun (ياسمينا زيتون) | 19 ans | 1,67 m | La chaine LBC récupère les droits de diffusion et d'organisation du concours en 2022. | | | |
| 2023      | Bien qu'annoncé en juin 2023, cette édition est finalement annulée à cause du manque de sponsors et de financement. | Bien qu'annoncé en juin 2023, cette édition est finalement annulée à cause du manque de sponsors et de financement. | Bien qu'annoncé en juin 2023, cette édition est finalement annulée à cause du manque de sponsors et de financement. | Bien qu'annoncé en juin 2023, cette édition est finalement annulée à cause du manque de sponsors et de financement. | Bien qu'annoncé en juin 2023, cette édition est finalement annulée à cause du manque de sponsors et de financement. | Bien qu'annoncé en juin 2023, cette édition est finalement annulée à cause du manque de sponsors et de financement. | Bien qu'annoncé en juin 2023, cette édition est finalement annulée à cause du manque de sponsors et de financement.                             | |
| 2024      | | Nada Koussa (ندى كوسا) | 26 ans | 1,77 m | | | | |